# Bruno Steglich
Bruno Steglich (* 9. Februar 1857 in Kleindrebnitz; † 28. Januar 1929 in Dresden) war ein deutscher Agrarwissenschaftler.

## Leben und Wirken

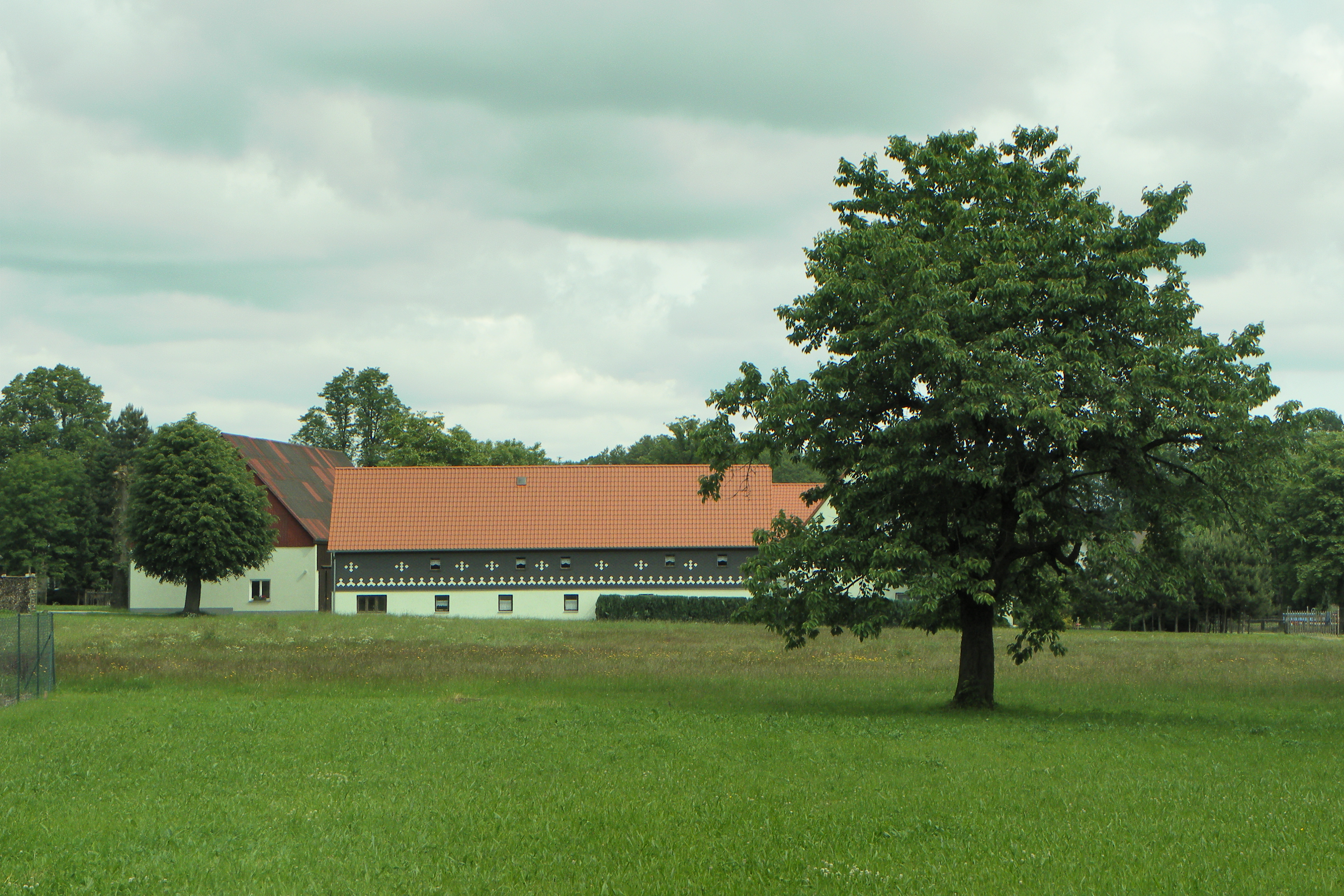
Geburtshaus in Kleindrebnitz

### Kindheit und Jugend
Carl Bruno Max Steglich entstammte einer lokal bedeutenden Erbrichterfamilie in Kleindrebnitz. Nach dem Besuch der Bürgerschule Bautzen und der Dreikönigsschule Dresden erlernte er 1876/1877 im Deutschbaselitzer Rittergut der Familie Zezschwitz die Teichwirtschaft. Eduard Heiden führte ihn während einer Assistenzzeit an der Landwirtschaftsschule Bautzen in die Grundlagen von Agrikulturchemie und Pflanzenphysiologie ein. 1878/1879 leistete Steglich in Bautzen seine einjährige freiwillige Militärpflicht ab. Als Reserveoffizier wurde er später zum Hauptmann der Landwehr befördert.

### Studium
Von 1879 bis 1883 studierte Steglich bei Adolph Blomeyer und Friedrich Anton Zürn Landwirtschaft an der Universität Leipzig. Hier gehörte er zu den führenden Mitgliedern der Studentenverbindung Agronomia. Steglich legte das Examen in Landwirtschaft, Botanik und Tierheilkunde ab. Im Rahmen seiner Examensarbeit entwickelte er einen Wirtschaftsplan für das Rittergut Großzschocher. Seine Dissertation, die mit Magna cum laude bewertet wurde, und eine erste international beachtete Publikation befassten sich mit den Arbeitspferden in der Landwirtschaft.

### Lehrer an landwirtschaftlichen Schulen
Von 1883 bis 1887 lehrte Steglich an der Landwirtschaftsschule Rochlitz. 1884 heiratete er Margaretha Therese Ledig, eine Nichte des Kunstschriftstellers Oskar Mothes, in der Nikolaikirche zu Leipzig. In Rochlitz sind ihre beiden Töchter, Else und Lotte, geboren worden, die später Söhne der bedeutenden Unternehmer Anton Wiede in Trebsen und Gustav Haensel in Pirna heirateten. An der Landwirtschaftsschule Rochlitz befand sich eine Fischzuchtanstalt und Steglich beteiligte sich an Untersuchungen des Sächsischen Fischerei-Vereins unter dem Protektorat von Prinz Georg, Herzog von Sachsen. Er führte die Untersuchungen der Fischereiverhältnisse von Weißer Elster, Pleiße und Elbe selbst durch und fasste später alle Ergebnisse zur ersten umfassenden Darstellung der Fischwässer Sachsens zusammen. Wichtigster Mitarbeiter war Adolf Endler, der später die Landwirtschaftsschule in Meißen leitete. 1887 wechselte Steglich an die Landwirtschaftsschule Chemnitz, wo er 1889 der Deutschen Landwirtschafts-Gesellschaft (DLG) beitrat.

### Leitung der landwirtschaftlichen Versuchsstation Dresden
Am 1. April 1890 gründete Steglich im königlichen Auftrag eine landwirtschaftliche Versuchsstation für Pflanzenkultur in Dresden, die er bis zur Versetzung in den Ruhestand 1923 leitete. Die Versuchsstation arbeitete zunächst als Abteilung des Botanischen Gartens unter Oscar Drude. Steglich wurde für seine wissenschaftlichen Leistungen auf den Gebieten Pflanzenschutz, Obstbau und Düngung auch international bekannt. Die von ihm angeleiteten Untersuchungen der Pirnaer Saatzuchtgenossenschaft zum Pirnaer Roggen erhielten 1900 anlässlich der Weltausstellung in Paris eine Goldmedaille. Das Jahr 1904 stellte für Steglichs Versuchsstation einen besonderen Meilenstein dar: Von dem in Ruhestand gegangenen Friedrich Nobbe von der Forstakademie Tharandt wurde die sogenannte Samenkontrollstation übernommen, mit Förderung durch die Julius Adolph Stöckhardt - Stiftung besuchte Steglich die weltweit führende Saatzuchtanstalt Svalöf in Schweden, um Erfahrungen für eine Verbesserung der Wettbewerbsposition Deutschlands zu erwerben, und er bekam die Leitung der neu eingeführten Organisation des Pflanzenschutzdienstes im Königreich Sachsen übertragen.

Nach dem frühen Tod seines einzigen Sohnes im Ersten Weltkrieg meldete sich Steglich freiwillig als Offizier eines Landsturm-Bataillons. Kurz nach Kriegsende wurde das landwirtschaftliche Versuchswesen in Sachsen unter Federführung von Friedrich Falke neu strukturiert und Steglich wurde mit der Leitung der nunmehr selbstständigen landwirtschaftlichen Versuchsanstalt Dresden betraut. Zu seinen wichtigsten Mitarbeitern in dieser Zeit zählten Walter Baunacke und Hermann Pieper.

## Ehrungen
Steglich war schon 1901 zum Professor ernannt worden und lehrte an der Tierärztlichen Hochschule Dresden unter Wilhelm Ellenberger von 1912 bis 1921 Volkswirtschaft. Er war u. a. Mitglied der Deutschen Botanischen Gesellschaft und der Gesellschaft Deutscher Naturforscher und Ärzte und wurde für seine Leistungen vielfach ausgezeichnet, z. B. mit dem Ritterkreuz zum Albrechts-Orden, der Großen Silbernen Eyth-Denkmünze der DLG und der Ernennung zum Regierungsrat. Sein Sohn Carl Christian und die Tochter Else sind von Hofmaler Ludwig Otto und Robert Sterl porträtiert worden. Steglich starb 1929 und wurde auf eigenen Wunsch in Trebsen beigesetzt. Ein von Georg Wrba geschaffenes Grabmal erinnert noch heute an ihn.

## Schriften
- Über den Mechanismus des Pferdehufes unter besonderer Berücksichtigung  der Hufrotationstheorie des Prof. Dr. Lechner in Wien, Dissertation, Universität Leipzig, Julius Klinkhardt, 1883
- Schematische Darstellung des Zahnwechsels beim Pferd zur Altersbestimmung aus dem Gebiß: für Landwirthe, Offiziere, Sportsmen und Pferdebesitzer, Voigt Leipzig, 2 gez. S., 1885
- Die Fischwässer im Königreiche Sachsen: Darstellung der gesammten sächsischen Fischereiverhältnisse, hrsg. vom Sächsischen Fischerei-Verein, bearbeitet von B. Steglich, Dresden Schönfeld in Komm., 1895, 290 S. (Schriften Sächs. Fischereiverein, 20)
- Über die Züchtung des Pirnaer Roggens und Untersuchungen auf dem Gebiete der Roggenzüchtung im allgemeinen, Jahrbuch der Deutschen Landwirtschafts-Gesellschaft 13: 198–210, 1898
- Einrichtung und Tätigkeit der Saatzuchtanstalt Svalöf in Schweden und Fortschritte auf dem Gebiete der Pflanzenzüchtung, Leipzig: Reichenbach 1905
- & H. Degenkolb und M. Barth, Statik des Obstbaues, Deutsche Landwirtschafts-Gesellschaft und Parey Berlin 1907, 147 S.
- & Gustav Fingerling und Georg Derlitzki, Neuorganisation der landwirtschaftlichen Versuchsstationen in Sachsen und ihre Aufgaben, Mitteilung der Ökonomischen Gesellschaft im Königreich Sachsen, H. 47, Dresden, 1921
- & H. Pieper, Vererbungs- und Züchtungsversuche mit Roggen, Fühlkings Landw. Zeitung, 71, S. 201–221, 1922